# جامع بجاية الأعظم
الجامع الأعظم أو جامع بجاية أو الجامع الكبير ببجاية هو مسجد جامع تاريخي قديم داخل قصبة بجاية في مدينة بجاية بولاية بجاية.

## الإنشاء
تم بناء الجامع الأعظم أثناء إنشاء قصبة بجاية من طرف الأمير الناصر بن علناس بن حماد في مرحلة دولة الحماديين قبل توسيع الجامع من طرف دولة الموحدين.
فبعد شروعه في بناء مدينة بجاية وفق طراز عمراني حمادي، أنشأ الناصر بن علناس أسوار قصبة بجاية وبنى بداخلها عدة منشآت على رأسها «الجامع الأعظم» خلال عام 465هـ (1073م).
ومن بين مساحة 20 000 متر مربع التي تتربع عليها قصبة بجاية، فإن الجامع الأعظم يحوز على مساحة 400 متر مربع.

## الوصف
«جامع قصبة بجاية» هو أقدم مسجد جامع في مدينة بجاية التاريخية الذي بقي من عهد الدولة الحمادية، ومرورا بالدولة المرابطية ثم الدولة الموحدية والدولة الحفصية.
وهذا الجامع هو جزء من النسيج العمراني لمدينة «الناصرية» العتيقة التي كانت تضم، بالإضافة إلى عديد المساجد، كلا من الأسواق والمستسشفيات التي كانت تلبي احتياجات نحو 8 000 عائلة بجائية من سكانها.
تم إنشاء هذا الجامع في وسط قصبة بجاية، على شكل مستطيل متوجهة قبلته إلى الجنوب الشرقي، وهذا على مساحة قدرها 400 متر مربع.
وتتكون قاعة الصلاة الكبرى من خمسة (5) صحون أو أروقة، وكلها مغطاة بالقرميد.
ويُعتبر الصحن الثالث، في وسط الجامع، أكبر الصحون الذي يحتوي على المحراب، ويعلو سقفه القرميدي ثلاث قباب.

## العمارة
كمثل المساجد التي بناها الأمازيغ، فإن هذ المسجد الجامع مغطى بسطوح مضاعفة من القرميد، كالمسجد الكبير ومسجد سيدي رمضان في قصبة جزائر بني مزغنة.
يشترك هذا الجامع مع أمثاله في سقفه القرميدي ذي اللون الأحمر الذي ينقسم إلى تسع مسطحات متباينة الاتجاه موضوعة باتجاه عرض المسجد.
ويندرج هذا النوع من السقوف القرميدية في الطراز المعماري الأمازيغي.
يحمل السقف اثنا عشر (12) عمودا من الخشب تبعد عن بعضها بحوالي ثلاثة أمتار، لأن الخشب له خصائص مضادة للزلازل.
ويشد سقف المسجد أربعة أعمدة عادية الشكل، أو عَرسة، تنتهي بنقوش هندسية مميزة نحو الأعلى.
وينقسم سقف المسجد إلى ثلاثة أروقة طويلة وتسعة عرضية تتناسب مع مسطحات السقوف القرميدية.

## صلاة الجمعة

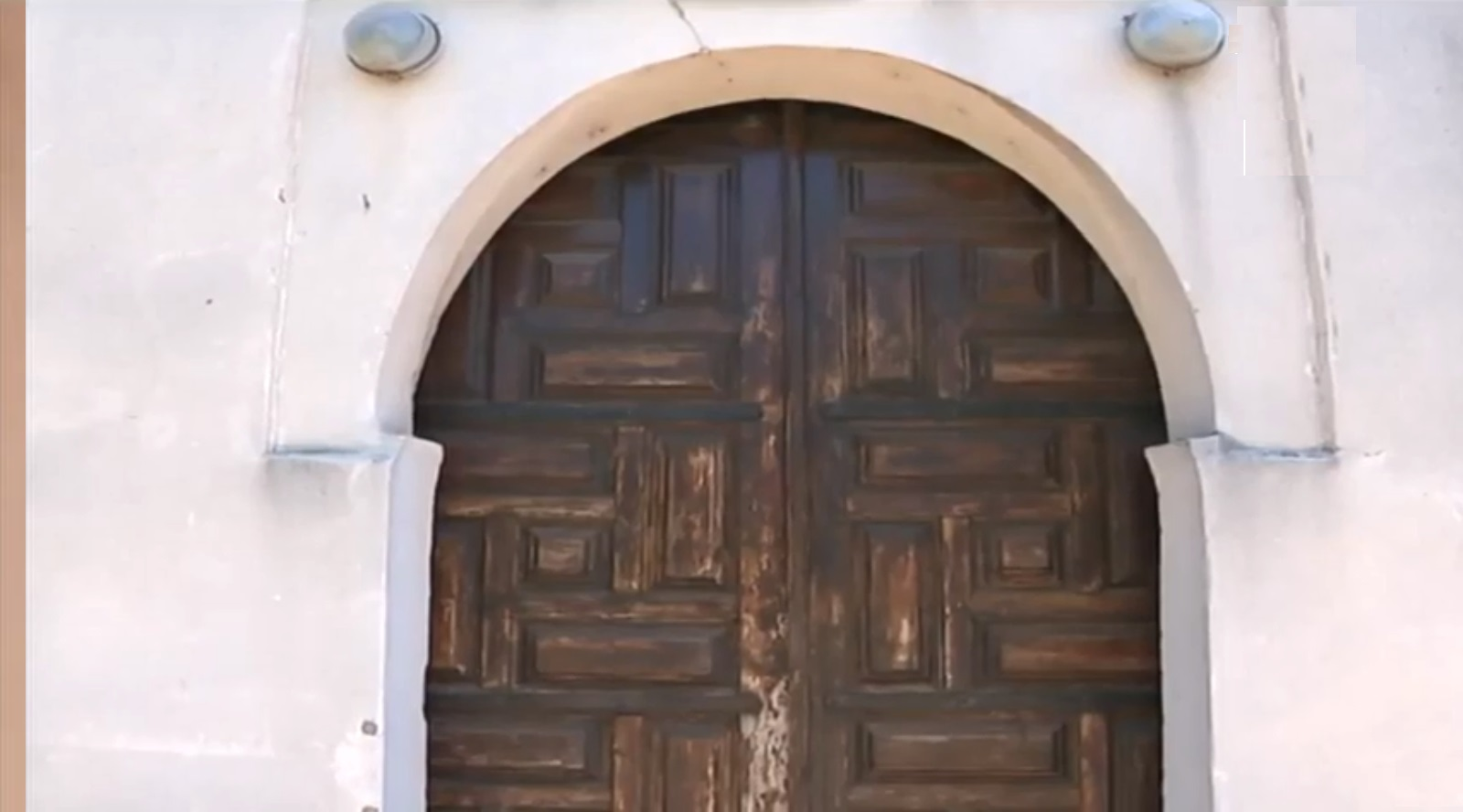
باب "الجامع الأعظم" في قصبة بجاية

كان جامع القصبة من المساجد الثلاثة التي تقام بها صلاة الجمعة، بالإضافة إلى «الجامع المنصوري الأعظم»، و«مسجد الموحدين»، وقد تولى الخطابة في «جامع القصبة» الكثير من الأعلام، ومنهم القاضي محمد الوغليسي والعلامة عبد الرحمن بن خلدون.
وكان «الوالي الموحدي» يؤدي صلاة الجمعة في هذا الجامع دون غيره من مساجد «الناصرية».
المرجعية الدينية المعتمدة من طرف أئمة وعلماء هذا الجامع كانت تعتمد على العقيدة الأشعرية، والفقه المالكي، والتصوف الجنيدي.

## التدريس
تولى تدريس مادة الفقه المالكي والشريعة الإسلامية والقانون وعلم الاجتماع في «جامع القصبة» الكثير من الأعلام، ومنهم القاضي محمد الوغليسي والعلامة عبد الرحمن بن خلدون.
تولى تعليم مادة الرياضيات في «جامع القصبة» الكثير من الأعلام، ومنهم العلامة عبد الرحمن بن خلدون.

## ليوناردو فيبوناتشي

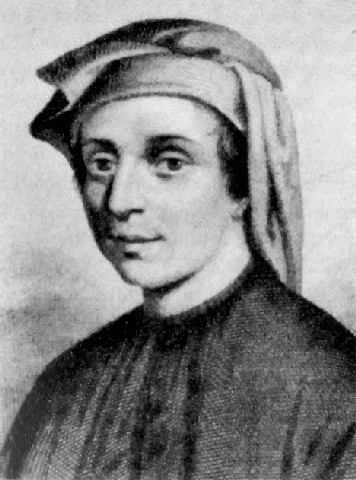
ليوناردو فيبوناتشي

درس ليوناردو فيبوناتشي (1175م - 1250م)، المولود في مدينة بيزا بإيطاليا حوالي عام 1170م، وتلقى تعليمه بالأساس في مدينة بجاية داخل «الجامع الأعظم» في قصبة بجاية والتي كانت زاخرة بالعلماء في مجال الرياضيات مثل أبو مدين شعيب (أو سيدي بومدين)، وعبد الحق الإشبيلي، وابن حمد، وأبو حميد الصغير.
فاعتمادا على العلوم الأساسية التي تنلفقاها في بجاية، أنشأ هذا العالِم الرياضي كلا من عدد فيبوناتشي ومتتالية فيبوناتشي.

## الاحتلال الإسباني
في يوم 20 جانفي 1510م، استولى الإسبان على مدينة بجاية وحولوا «الجامع الأعظم» إلى كنيسة كاثوليكية ونجا بذلك من الهدم والتدمير.
ذلك أن الإسبان لم يهدموه في ذلك اليوم الذي فجروا فيه مساجد بجاية كلها في وقت واحد احتفالا برأس السنة الميلادية.
وكان القراصنة الإسبان قد وصلوا إلى ميناء بجاية بتاريخ 5 جانفي 1510م وبقوا أسبوعين كاملين يصارعون سكان المدينة حتى استولوا عليها، ثم أحرقوا مساجدها وقلاعها وحصونها وأسواقها وسرقوا منها حمولة تقدر بثلاثين سفينة محملة بخيراتها.

## الوجود التركي
استطاع الحاكم العثماني لإيالة الجزائر المسمى صالح ريس من أخذ مدينة بجاية من الإسبان لما طردهم الإنكشاريون منها في عام 1555م.
ولما سقط حصن البريسيديو الإسباني، الذي كان الحصن الرئيسي في مدينة بجاية، بدأت مرحلة جديدة تم فيها ترميم «الجامع الأعظم»، وكذلك إعادة بناء مساجد بجاية التي هدمها الإسبان.
وقد أطلق الإنكشاريون عليه اسم الجامع الكبير بعد ترميمه، مثلما فعلوه في قصبة جزائر بني مزغنة وتلمسان.

## الاحتلال الفرنسي

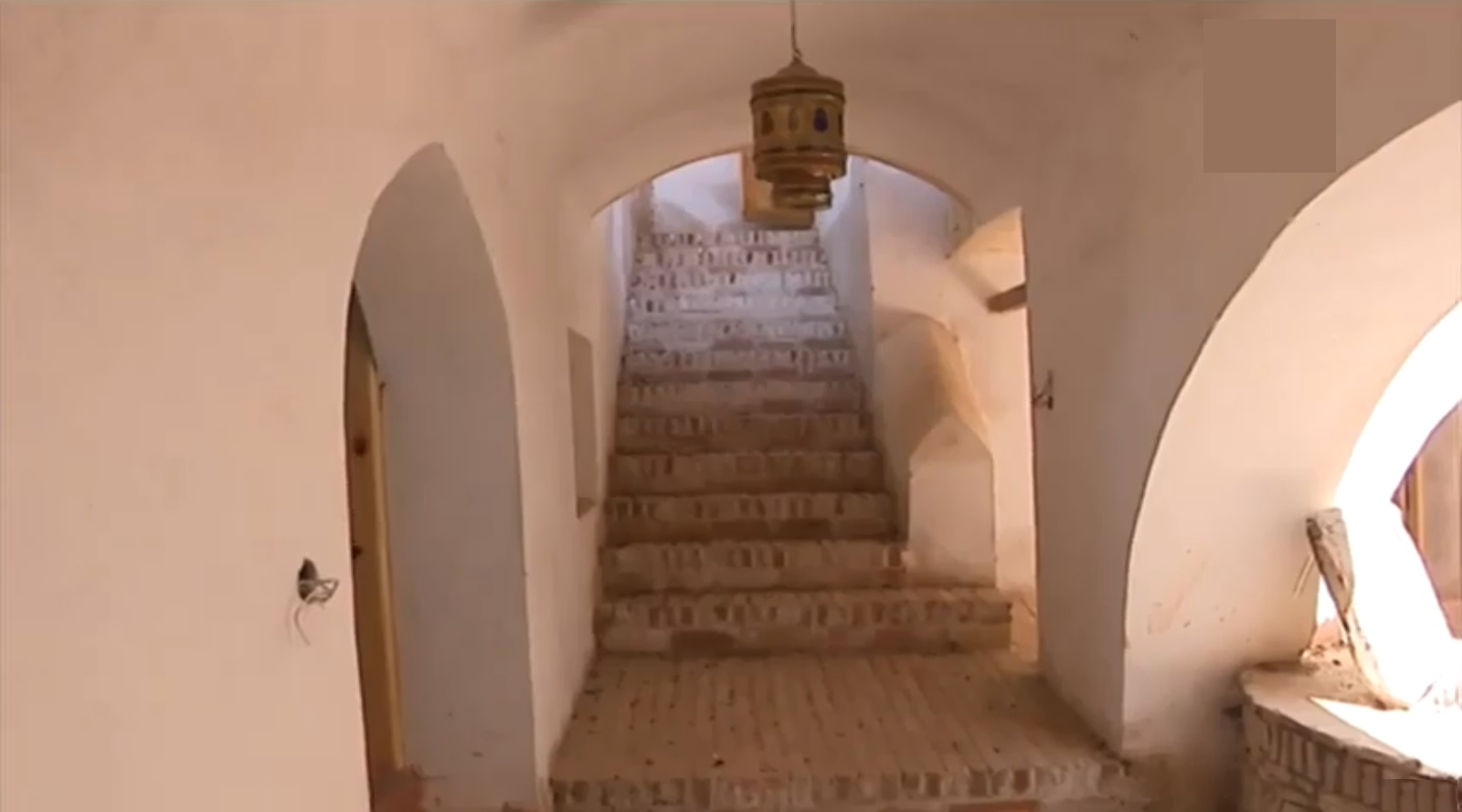
"الجامع الأعظم" في قصبة بجاية

في سنة 1833م، استولى الاحتلال الفرنسي على مدينة بجاية بعد معركة بجاية [الفرنسية] وحولوا «الجامع الأعظم» إلى شاليه ومرقد ونجا بذلك من الهدم والتدمير.
وقد تسبب هذا الاحتلال الاستيطاني في فقدان بجاية دورها العلمي الريادي في منطقة القبائل، بعد أن دمر الفرنسيون القصور ومعاهد العلم، وبنى مكانها الحصون والثكنات العسكرية.
إلا أن مقاومة البجائيين تواصلت ضد الاحتلال الفرنسي للجزائر عبر صولات من بينها معركة بجاية في 1835م.
وهذا الشاليه والمرقد تم استعماله لإيواء الجنود الفرنسيين بعد أن تم إغلاق وسد نوافذ الجامع، مع هدم المحراب الذي صار المدخل الرئيسي لمرقد العسكر الفرنسيين.
وقد حافظ الفرنسيون على باقي أجزاء الجامع وفق طرازه الأمازيغي المغطى بالقرميد.

## الجزائر المستقلة
تم إغلاق «الجامع الأعظم» غداة استقلال الجزائر في 1962م أمام الجمهور إلى غاية صيف 2019م.
ذلك أن الذاكرة المحلية قد احتفظت بجرائم الاحتلال الفرنسي الذي كان عسكره يتخذون من الجامع مكانا للنوم كشاليه ومرقد، وكذلك للتعذيب وقتل المناضلين الجزائريين.
وبقي الجامع مدة سبع وخمسين سنة مغلقا وغير مستغل دينيا وثقافيا وسياحيا، مع المرافق الأخرى لقصبة بجاية مع انهيار جزئي لأسوار القصبة.
وصار هذا المعلم التاريخي الواقع بين «شارع عيسات إيدير» شرقا، و«نهج مصطفى بن بولعيد» غربا، و«شارع أحمد أوقانة» جنوبا، ينتظر التفاتة جادة لإعادة إحياء أمجاده ووظيفته التنويرية والحضارية.

## الترميم

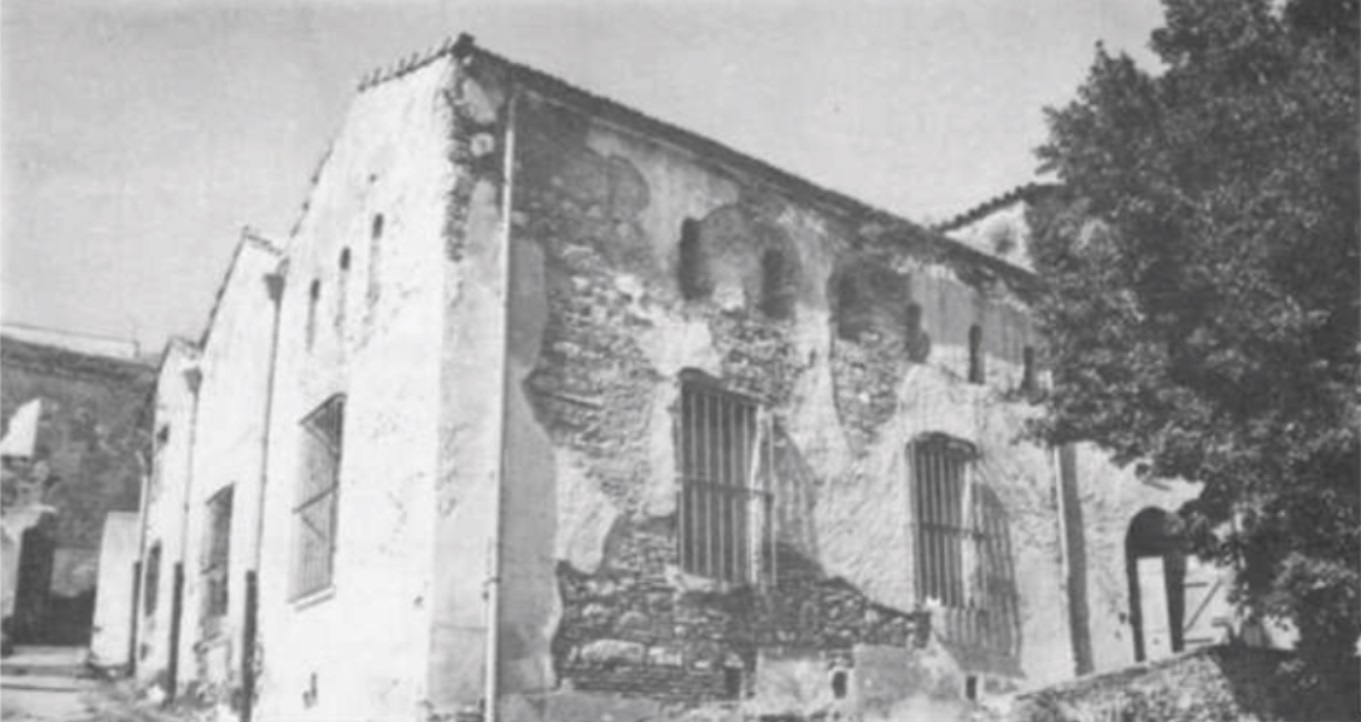
واجهة "الجامع الأعظم" في قصبة بجاية

تم ترميم الجامع الأعظم عدة مرات منذ إنشائه الأول في عهد الحماديين ثم توسيعه مع الموحدين.
ذلك أن الموحدين قاموا بهدم بناية «الجامع الأعظم» التي أنشأها الحماديون قصد إعادة بنائه وتوسيعه وفق طراز أمازيغي مغاربي.
قامت ولاية بجاية تحت إشسراف وزارة الثقافة الجزائرية بالشروع في ترميم هذا الجامع بحكم أن قبابه صارت بعد استقلال الجزائر لا تخضع للصيانة، مما أدى إلى شبه انهيارها مع السقف القرميدي خاصة في الصحن المركزي.
كما أن الخشب الذي دعم به الإنكشاريون أعمدة وعرسات الجامع قد تآكلت ونُخِرَتْ بما هدد البناية كلية بالانهيار والاندثار.
أعيد فتح «الجامع الأعظم» للزائرين في شهر جويلية 2019م بالتزامن مع نهاية المرحلة الأولى لترميم قصبة بجاية التي انطلقت في عام 2014م لتستغرق خمس سنوات من الإنجاز والأشغال.

## مشاهير الجامع
- محمد الوغليسي
- عبد الرحمن بن خلدون
- ليوناردو فيبوناتشي

## قال العلماء عنه
- ذكره «عبد الحق الإشبيلي» (514هـ-581هـ) في كتابه «الصلاة والتهجد» أثناء ترجمة القاضي الفقيه محمد الوغليسي:[13]

## مقالات إضافية
- المرجعية الدينية الجزائرية
- الحزب الراتب
- المركز الثقافي الإسلامي لولاية بجاية